# Domene (animal)
Domene es un género de coleópteros polífagos estafilínidos (Staphylinidae). Se distribuyen por el Paleártico (excepto las zonas polares) y zonas adyacentes en la región indomalaya.

## Especies
Se reconocen las siguientes:
- Domene aciculata Hopffgarten, 1878
- Domene affimbriata Assing, 2015
- Domene alesiana Assing & Feldmann, 2014
- Domene alticola Oromí & Hernández, 1986
- Domene anichtchenkoi Feldmann, 2005
- Domene aqiang Peng & Li, 2017
- Domene barraganensis Outerelo & Gamarra, 2012
- Domene behnei Zerche, 2008
- Domene benahoarensis Oromí & Martín, 1990
- Domene bergidi Salgado & Outerelo, 1991
- Domene bordonii Anlaş, 2019
- Domene cantabrica Coiffait, 1973
- Domene caurelensis Outerelo, Gamarra & Salgado, 2000
- Domene cavicola Coiffait, 1954
- Domene chenae Peng & Li, 2014
- Domene chenpengi Li et al., 1990
- Domene contiger Assing, 2016
- Domene cultrata Feldmann & Peng, 2014
- Domene cuspidata Feldmann & Peng, 2014
- Domene dalmatina Scheerpeltz, 1925
- Domene danieli Koch, 1938
- Domene emeiana Assing, 2015
- Domene exicta Assing, 2016
- Domene fadriquei Hernando, 2007
- Domene firmicornis Assing & Feldmann, 2014
- Domene fuelscheri Bordoni, 1977
- Domene gallaeciana Feldmann & Hernando, 2005
- Domene gaudini Jeannel, 1938
- Domene gevia Hernando & Baena, 2006
- Domene giachinoi Assing, 2007
- Domene gridelliana Fagel, 1967
- Domene heltzeli Feldmann, 2000
- Domene hispanica Outerelo, 1985
- Domene immarginata Assing & Feldmann, 2014
- Domene jiangi Peng & Li, 2017
- Domene jini Peng & Li, 2017
- Domene jonayi Hernández & Medina, 1990
- Domene lencinai Vives, 2010
- Domene lohseiana Bordoni, 1977
- Domene lusitanica Reboleira & Oromí, 2011
- Domene moczarskii Scheerpeltz, 1925
- Domene nanlingensis Peng & Li, 2017
- Domene pastori Hernando & Comas, 2014
- Domene perezi Assing, 2012
- Domene praefigens Assing, 2015
- Domene reducta Feldmann & Peng, 2014
- Domene reitteri Koch, 1939
- Domene sagittata Assing & Feldmann, 2014
- Domene scabricollis (Erichson, 1840)
- Domene scabripennis Rougemont, 1995
- Domene scopaeella Fauvel, 1873
- Domene stilicina (Erichson, 1840)
- Domene subiasi (Outerelo, 1977)
- Domene sylvatica Hernández & Oromí, 1993
- Domene tui Peng & Li, 2017
- Domene vailatii Assing, 2018
- Domene viriatoi Serrano & Boieiro, 2015
- Domene vulcanica Oromí & Hernández, 1986
- Domene winkleri Scheerpeltz, 1925
- Domene zerchei Wunderle, 1993
- Domene ziui Pavićević et al., 2013